# 1887 en science-fiction
| Années de la science-fiction : 1884 - 1885 - 1886 - 1887 - 1888 - 1889 - 1890    |
| Décennies de la science-fiction : 1850 - 1860 - 1870 - 1880 - 1890 - 1900 - 1910 |

L'année 1887 a connu, en matière de science-fiction, les faits suivants. 

## Parutions littéraires

### Romans
- La Guerre au vingtième siècle, roman d'Albert Robida.
- Les Xipéhuz, roman court de J.-H. Rosny aîné.